# Сіді-Гасан
Сіді-Гасан (*араб. حسن الثالث باشا; д/н–1798) — 19-й дей Алжиру в 1791—1798 роках. Зміцнив центральну владу. Відомий також як Баба-Гасан.

## Життєпис
Про походження обмаль відомостей. Був слугою Мухаммеда ібн Усмана, що був впливовим діячем Алжирського действа. Спочатку Гасан займався господарство маєтків Мухаммеда.
У 1766 році коли Мухаммед ібн Усман обирається деєм Алжиру, то Сіді-Гасана оженився на доньці дея. 1776 року його було призначено вакілом аль-хараджем (міністром, відповідальним за дипломатію і флот). 1777 року розпочав перемовини з державним секретарем Іспанії Хосе де Флоридабланкою. Проте умовою миру поставив укладання договору Іспанії з Османською імперією. Тому лише 16 червня 1785 року було укладено мирний договір з королівством Іспанія. 1789 року обійняв посаду хазнадара (особистого скарбника дея). В результаті набув чималого впливу в державі.
1791 року після смерті Мухаммеда ібн Усмана обирається новим деєм. Спрямував зусилля на зміцнення влади дея, оскільки беї Костянтини і Маскара були напівнезалежними володарями, що навіть здійснювали самостійну торгівлю.
У 1792 році наказав вбити Салаха ібн Мустафу, бея Костянтини, конфіскувавши за цим його майно. Відтак упровадив монополію на торгівлю з Європою. Тепер усі мита й збори відправлялися у скарбницю дея. Того ж року відібрав у іспанців міста Оран і Мерс-ель-Кебір, які перетворив на бейліки.
Водночас внаслідок війни між Французькою республікою і Великою Британію флот останньої завдав потужного удару французький торгівлі в Середземномор'ї. Внаслідок чого вже з 1793 року посередницьку торгівлю між Алжиром і Францією захопили алжирські жиди. Цьому також сприяв дей, який вважав, що цим обмежуються намагання західних беїв відновити самостійні торгівельні операції. Також Сіді-Гасан сприяв відновленню діяльності алжирських піратів, що компенсувало втрати в європейській торгівлі.
1794 році на отриманні кошти від торгівлі пшеницею наказав провести реконструкцію мечеті Кетшава в м. Алжир. 1795 року змусив Джорджа Вашингтона, президента США, сплатити 64200 доларів за припинення нападів на америнські судна та 1200 доларів — звільнення полонених.
У 1797 році на нетривалий час захопив Уджду в Марокко, але зрештою вимушен був відступити. Помер Сіді-Гасан у 1798 року внаслідок гангрени. Новим деєм було обрано Мустафу-пашу.

## Родина
- Лейла Фатіма, дружина Гусейна III, дея Алжиру
- Лейла